# Lidia Gueiler Tejada
Lidia Gueiler Tejada (castellà: Lidia Gueiler)  (Cochabamba, 28 d'agost de 1921 - La Paz, 9 de maig de 2011) va ser una política boliviana, presidenta interina de Bolívia entre 1979 i 1980.
Va ser la primera dona a ostentar el càrrec i la segona d'Amèrica, després de María Estela Martínez de Perón. Va destacar-se per la seva lluita per les causes socials, la defensa de la pau i la igualtat de gènere. Va ser reconeguda com una de les icones de la recuperació de l'estat de dret i la democràcia a Bolívia, després de diversos períodes dictatorials durant els anys 70 i 80.

## Trajectòria política
El 1948 Lidia Gueiler s'incorporà al Moviment Nacionalista Revolucionari (MNR) i participà de la revolució del 9 d'abril de 1952. El 1953, fou acusada de conspirar per matar el president Víctor Paz Estenssoro. Després d'aquesta acusació va ser diplomàtica a Alemanya Occidental, Colòmbia i Veneçuela. Va ser diputada nacional entre 1956 i 1964 i el 1979 va ser presidenta de la Cambra de Diputats.
Arran del cop d'estat del general Alberto Natusch Busch l'1 de novembre de 1979, en què enderrocà el govern interí de Wálter Guevara Arce, i després del consegüent aixecament popular, que pressionà perquè els colpistes retornessin el poder al Congrés, Lidia Gueiler, aleshores presidenta de la cambra, assumí la presidència de manera interina fins a les eleccions del 29 de juny de l'any següent. Però un altre cop d'estat el 17 de juliol va impedir que completés el seu mandat.
En tornar de l'exili que el cop va comportar, Lidia Gueiler va ser nomenada ambaixadora a Colòmbia i va rebre una vintena de condecoracions. Va liderar moltes organitzacions feministes i representà el seu país davant la Comissió Interamericana de Dones. També publicà dos llibres. El Govern d'Evo Morales va declarar dol nacional de trenta dies i fou acomiadada amb tots els honors de la seva dignitat.